# 154 (numero)
Centocinquantaquattro (154)  è il numero naturale dopo il 153 e prima del 155.

## Proprietà matematiche
- È un numero pari.
- È un numero composto e ha i seguenti divisori: 1, 2, 7, 11, 14, 22, 77. Poiché la somma dei divisori è 134 < 154 è un numero difettivo.
- È un numero sfenico.
- È un numero ennagonale e 27-gonale.
- È un numero poligonale centrale.
- È un numero nontotiente.
- È parte delle terne pitagoriche (72, 154, 170), (154, 528, 550), (154, 840, 854), (154, 5928, 5930).
- È un numero palindromo nel sistema di numerazione posizionale a base 6 (414), a base 8 (232), a base 9 (181) e in quello a base 13 (BB). In quest'ultima base è anche un numero a cifra ripetuta.
- È un numero colombiano nel sistema numerico decimale.
- È un numero congruente.

## Astronomia
- 154P/Brewington è una cometa periodica del sistema solare.
- 154 Bertha è un asteroide della fascia principale del sistema solare.
- NGC 154 è una galassia della costellazione della Balena.

## Astronautica
- Cosmos 154 è un satellite artificiale russo.